# 中程弹道导弹

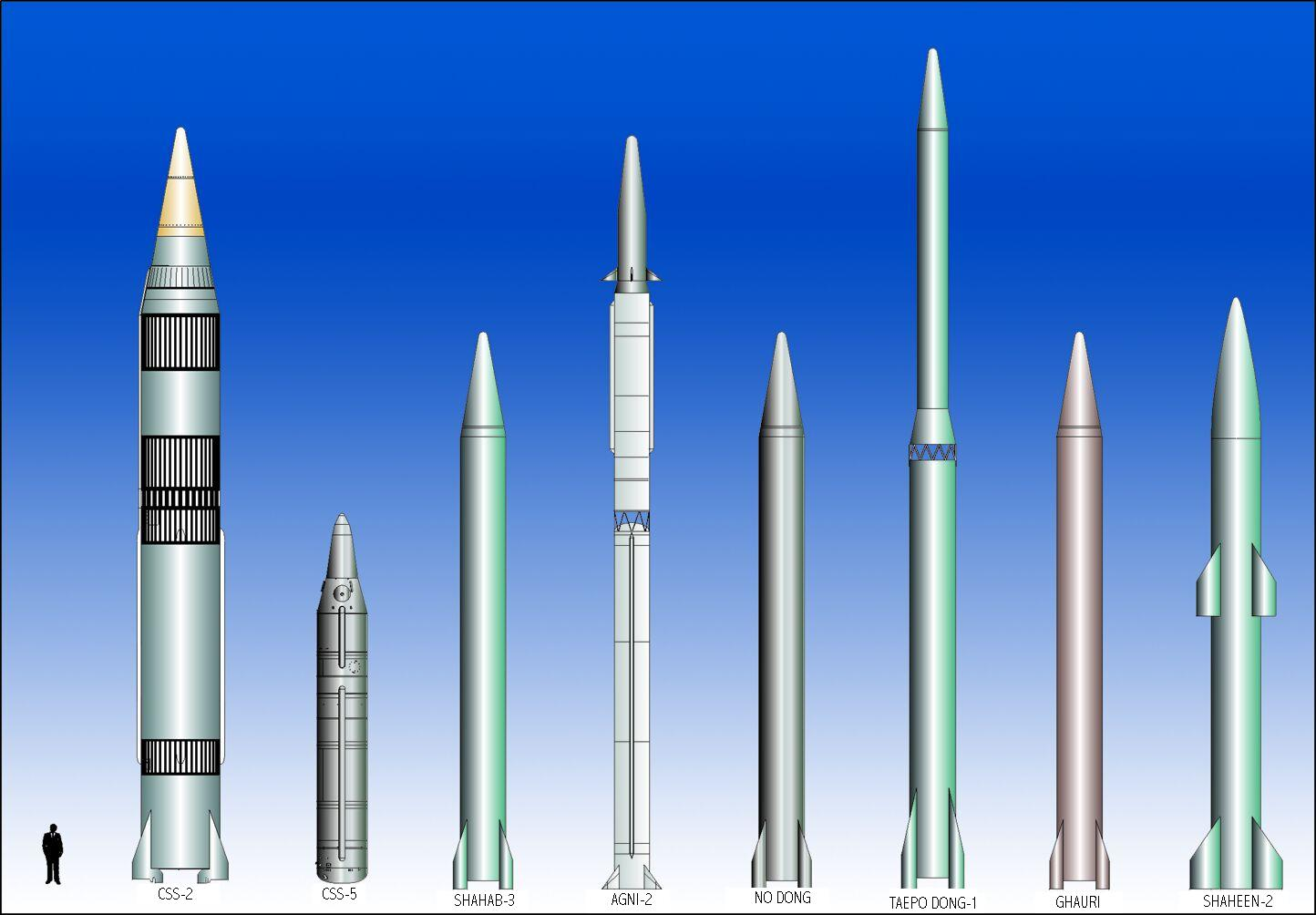
一些中程弹道导弹和远程弹道导弹。

中程弹道导弹（英語：medium-range ballistic missile，缩写MRBM）是弹道导弹的一种，它的射程比短程弹道导弹大，但是比远程弹道导弹小，不同的国家对中程弹道导弹的射程有不同的定义：
- 美国国防部定义为射程在1000-3000公里之间的弹道导弹
- 美國軍備管制協會定义为射程在3,000-5,500公里[2]
- 中国人民解放军将射程在1000-5000公里的导弹界定为中程导弹、1500-5500公里为中远程导弹[3]
- 《中程导弹条约》则规定射程在500-1000公里的为中短程导弹，射程在1000-5500公里的为中程导弹。

中程弹道导弹与短程弹道导弹一起构成了战区弹道导弹（theatre ballistic missiles，TBM），目前中華人民共和国、美国、俄罗斯等国针对战区弹道导弹都在积极研发战区导弹防御系统（Theater Missile Defense System，缩写：TMD）。

## 中程弹道导弹列表

### 巴基斯坦

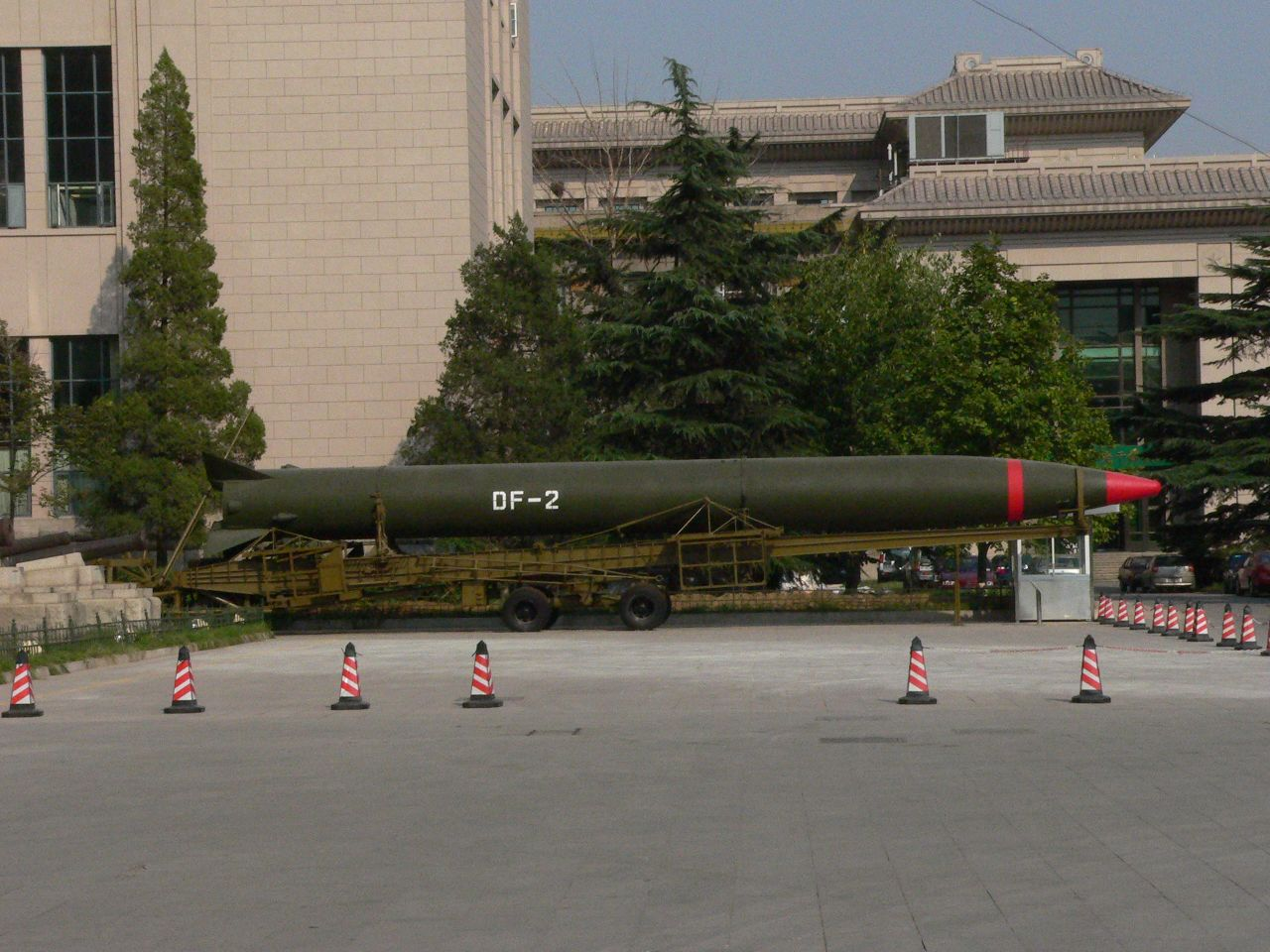
东风-2中程弹道导弹

- 高里-1（1800公里）
- 高里-2（2500公里）
- 沙欣-2（3000-3500公里）

### 朝鲜
- 蘆洞彈道飛彈（大約1,500-2,000公里）
- 大浦洞1號飛彈（2500公里）
- 大浦洞2號飛彈（3500公里）
- 舞水端導彈（3500-4000公里）
- 北極星-2（2000-5000公里）

### 美国
- “朱比特”导弹（2410公里）
- 潘兴Ⅱ（1770公里）

### 苏联
- R-5中程弹道导弹（1200公里，北约代号SS-3“讼棍”）
- R-12中程弹道导弹（2100公里，北约代号SS-4“凉鞋”）
- RT-15中程彈道飛彈（4500公里，北约代号SS-14“替罪羊”）

### 俄羅斯
- 榛树导弹[4]
- 伊斯坎德爾-1000[5]

### 伊朗
- 流星3型飛彈（1300公里）
- 艾马德（Emad）（1700公里）
- 力量-1（Ghadr-1）（1950公里）
- 流星4型飛彈（2200公里）
- 力量-110（Ghadr-110）（1800-2000公里）
- 泥石（Sejjil/Ashoura）（2000-2500公里）
- 泥石-2（Sejjil-2）（2000公里）
- 黎明-3中程弹道导弹（2000公里）
- 霍拉姆沙赫尔（Khorramshahr）（2000公里）
- 征服者（Fattah）（1400公里）
- 布爾坎彈道導彈（1000公里以上[6]）

### 以色列
- 杰里科-2中程弹道导弹（1300公里）

### 印度
- 烈火-2（英语：Agni-II）（2000-3000公里）
- 烈火-3（2500-3500公里）

### 中華人民共和國
- 鹰击-21（1000-1500公里）
- 东风-2中程弹道导弹（1300公里）
- 东风-3中程弹道导弹（3500公里）
- 东风-16（1200-1500公里）
- 东风-17（1800-2500公里）
- 东风-21（1800-3000公里）
- 东风-25（3200公里）
- 巨浪-1型潜射弹道导弹（1700-2500公里）

### 中華民國
- 天馬飛彈（1000公里）
- 戟鋒飛彈（1000公里）